# Omwenteling van 1813

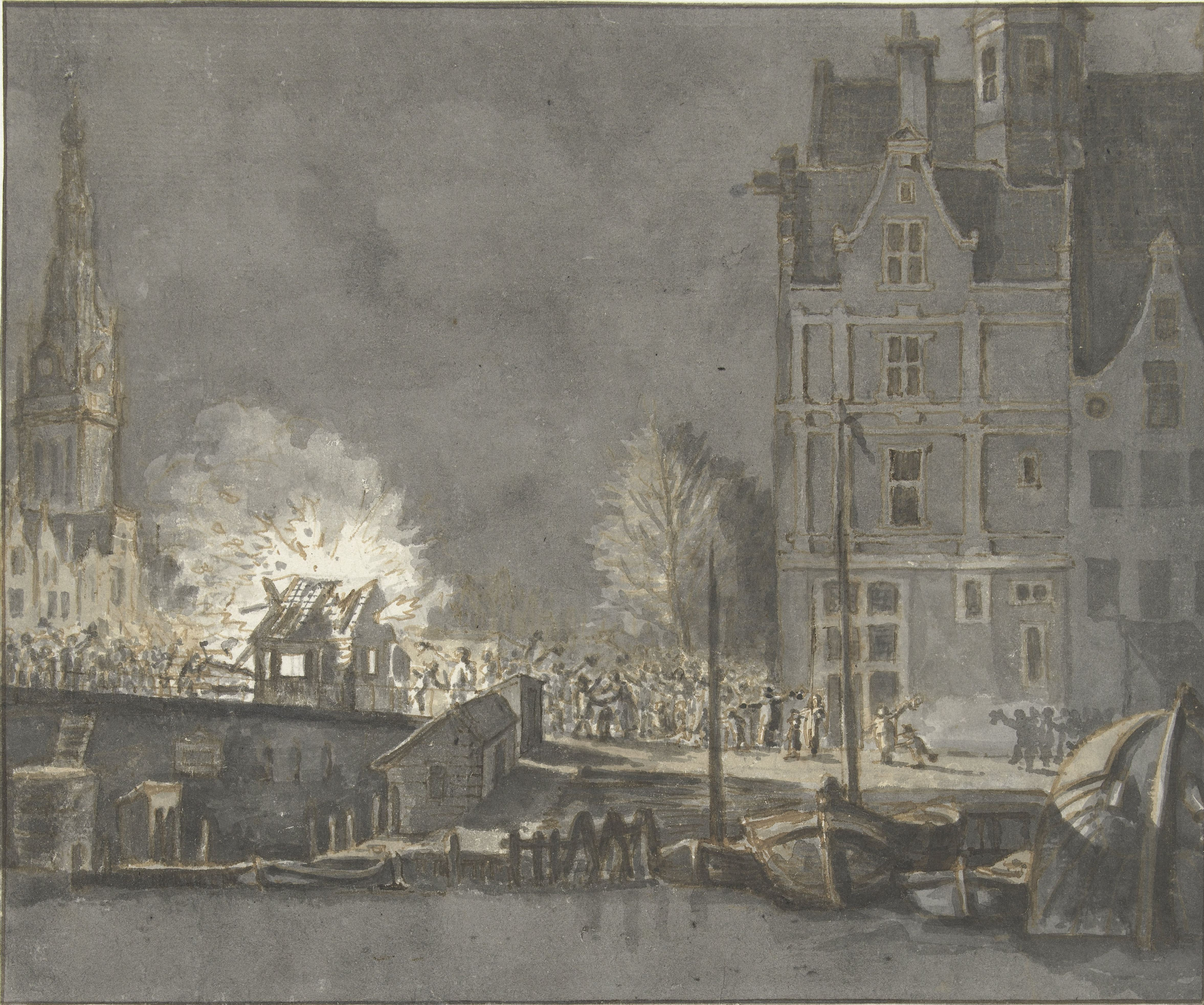
Het verbranden van de douanehuisjes in Amsterdam op 15 november 1813 gaf aanleiding tot het vertrek van de laatste gezagsdragers in de stad (getekend door G. Lamberts)

De Omwenteling van 1813 was een politieke gebeurtenis in het najaar van 1813 waarin het Franse keizerlijke bestuur in Nederland plaatsmaakte voor een onafhankelijk bestuur dat vanaf 2 december 1813 onder leiding kwam te staan van soeverein vorst Willem I.

## Achtergrond
In 1810 lijfde Napoleon Bonaparte het Koninkrijk Holland in bij zijn keizerrijk. Napoleon stelde Charles-François Lebrun aan als gouverneur-generaal van het nieuwe geïncorporeerde gebied. Gedurende de jaren dat Nederland onderdeel was van het Franse keizerrijk groeide het ongenoegen tegen het Franse bewind. De meeste commotie in het gebied ontstond naar aanleiding van de invoering van de conscriptie.
In het voorjaar van 1813 nam het verzet tegen het Franse bestuur toe. Het regime wist de Nederlandse elite van zich te vervreemden door het instellen van de Garde d'honneur. Dit was een legerkorps waarvoor de jongemannen van de hoogste standen voor werden opgeroepen. Daarnaast had ook de fatale Veldtocht van Napoleon naar Rusland zijn aura van onoverwinnelijkheid aangetast. In april 1813 kwamen opstandige boeren en stedelijk canaille in Leiden in opstand tegen het bestuur, maar zij werden door studenten en de nette burgerij met moeite in het gareel gebracht.
De Slag bij Leipzig leidde het einde van het Franse gezag in. In de nasleep van de veldslag trokken Russische kozakken en Pruisische eenheden op richting Nederland. Binnen enkele weken zou vervolgens het gezag in Nederland instorten.

## Geschiedenis

### Franse gezag stort ineen
Op 14 november ontruimde de Franse bevelhebber Amsterdam en liet de stad in handen van de Nationale Garde. De Nederlandse kapitein Job Seaburne May organiseerde hierop de "Bijltjes" (werftimmerlieden) en regisseerde een volksoproer dat zich keerde tegen de symbolen en de gebouwen van de Franse overheid. Anton Reinhard Falck trachtte vervolgens een nieuw stadsbestuur samen te stellen met een gemengde politieke samenstelling, maar hij slaagde daar maar half in. In de onzekere situatie van deze eerste dagen durfden maar weinigen openlijk kleur te bekennen.

### Algemeen Bestuur treedt aan

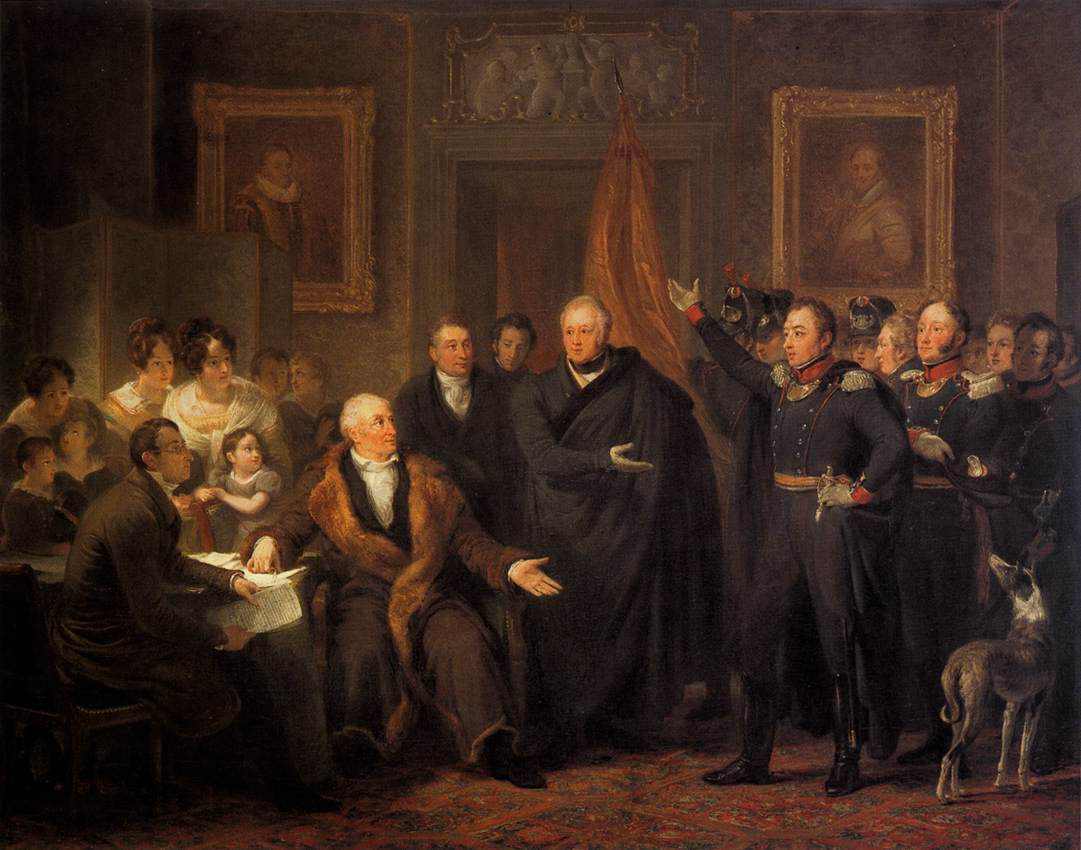
Het Driemanschap aanvaart het Algemeen Bestuur (geschilderd door Jan Willem Pieneman)

In Den Haag slaagde een groepje orangistische aristocraten, onder leiding van Gijsbert Karel van Hogendorp, er wel in om de macht over te nemen. Graaf Leopold van Limburg Stirum ging met een oranjekokarde de straat op en wist binnen de kortste tijd een oranjedemonstratie te organiseren. Hierbij verspreidde hij een door Van Hogendorp opgestelde proclamatie: "Oranje boven. Holland is vrij..."
Van Hogendorp trok hierna het initiatief verder naar zich toe. Hij nodigde een groep van vijftig oud-regenten bij hem thuis uit, maar nauwelijks de helft kwam opdagen. Falck was een van de weinige jongere aanwezigen en hij was geen voorstander van het herstel van de oude orde. Van Hogendorp zag uiteindelijk in dat Falck gelijk had, maar ook een bestuur van gemengde bekwame notabelen kwam niet tot stand. Hierop besloot Van Hogendorp op 21 november om samen met Frans Adam van der Duyn van Maasdam een voorlopig Algemeen Bestuur in te stellen, dat zei op te treden in naam van de Prins van Oranje. Het Algemeen Bestuur ontsloeg alle Nederlanders van hun eed van trouw aan Napoleon. In de weken die volgden kreeg het bestuur aarzelend erkenning in Amsterdam, Rotterdam en de rest van het land.
Toen het Algemeen Bestuur aantrad was het nog onbekend waar Erfprins Willem Frederik op dat moment verbleef. Er werd zowel een afgevaardigde naar Pruisen gestuurd als een afvaardiging naar Londen. Ze troffen hem in deze laatste plaats aan waar hij op zijn eigen beurt bij de Britse regering pleitte voor het herstel van zijn huis in Nederland. Willem Frederik besloot het onverwachte aanbod uit Nederland te aanvaarden. Op 22 november passeerde de voorhoede van het geallieerde leger de Nederlandse grens bij Doetinchem.
Op diezelfde dag arriveerde de Oranjegarde onder leiding van Witte Tullingh in Leiden dat de volgende dag de kant van het Algemeen Bestuur koos. Het Leidse stadsbestuur wist de commandant ervan te overtuigen om op te trekken naar Woerden om deze plaats op de Franse militairen te veroveren. De Oranjegarde trok hierop verder om gehoor te geven aan deze oproep en wist de plaats in te nemen. Tegelijkertijd trok vanuit Utrecht een Frans leger naar Utrecht om Woerden veilig te stellen. De Nederlandse troepen konden onvoldoende tegenstand bieden waarop de Fransen de stad konden innemen. Na de inname voltrok zich de Ramp van Woerden waarbij 26 burgers werden gedood en ongeveer vijftig gewond raakten.

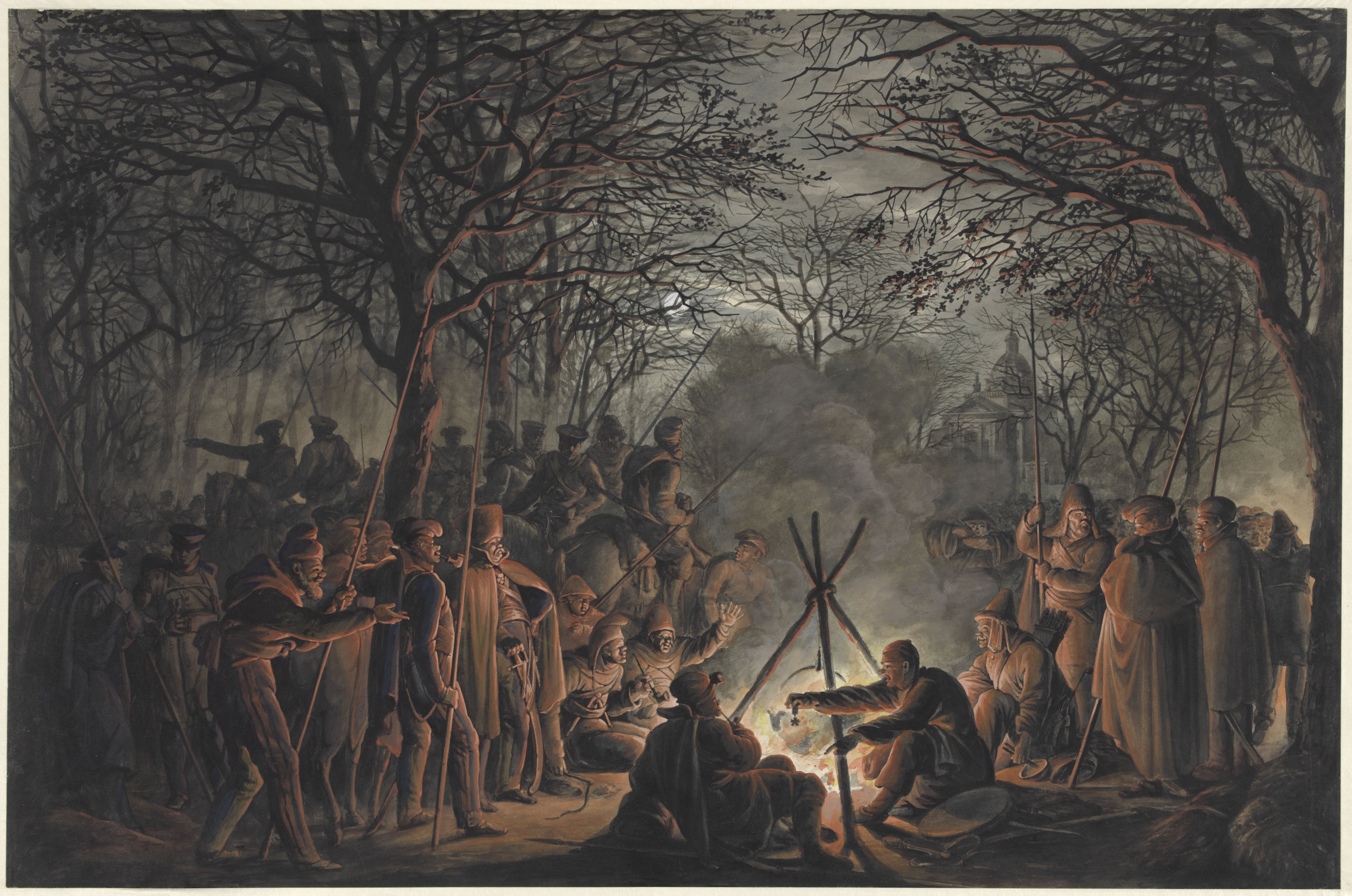
Kamp van de kozakken bij de Muiderpoort in Amsterdam, getekend door François Joseph Pfeiffer

Cornelis Anthony Fannius Scholten en Joan Melchior Kemper werden op 23 november door het Algemeen Bestuur als commissaris-generaal naar Amsterdam gestuurd om het stadsbestuur aan de kant van de Oranjepartij te krijgen. Een dag later bereikte de voorhoede van de Russische kozakken de stad en nog diezelfde dag erkende het zittende stadsbestuur de aanstelling van Kemper en Fannius Scholten en het Algemeen Bestuur.
Vervolgens vertrok in de ochtend van 28 november het Franse leger onder leiding van Gabriel Jean Joseph Molitor uit Utrecht. Nog diezelfde middag arriveerden de eerste kozakken in de stad. Een dag later kwam de rest van het Russische leger van Lev Narysjkin aan in de stad. Utrecht schaarde zich aanvankelijk niet aan de zijde van het Algemeen Bestuur, omdat het terug wilde keren naar de onafhankelijke situatie van voor 1795. Hierop werden Kemper en Fannius Scholten gemachtigd om in Utrecht op te treden.

### Komst van erfprins Willem Frederik

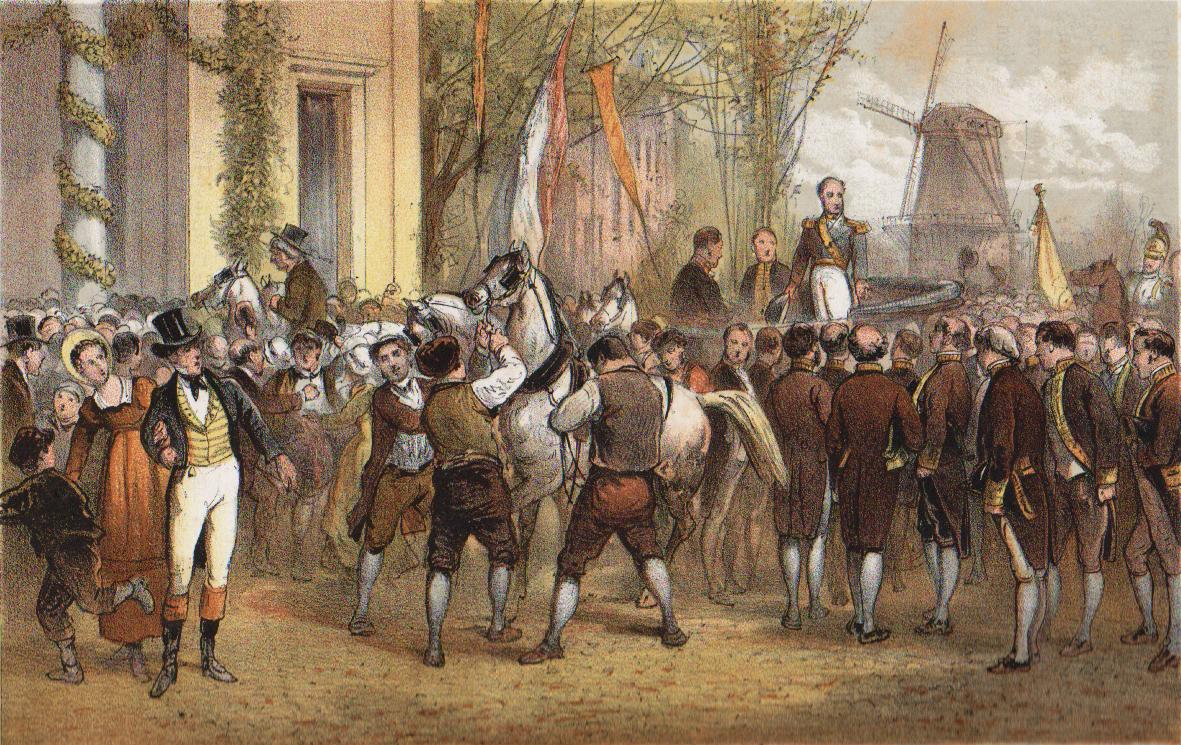
Aankomst van Willem I in Amsterdam

Op 30 november 1813 kwam Willem Frederik aan op het strand van Scheveningen. Als redder van de natie, als symbool van verzoening en herstel en als embleem van nationale zelfstandigheid zag hij zich ingehaald worden door het volk en de notabelen. De prins reisde door naar Amsterdam waar hij op 2 december de soevereiniteit aanvaardde op verzoek van de natie "onder waarborging eener wyze constitutie" en hij keerde terug als Willem I en niet als Willem VI. De proclamatie was opgesteld door Kemper. Op 6 december nam Willem I ten slotte het landsbestuur van het Algemeen Bestuur over.
Enkele plaatsen in Nederland zouden tot in 1814 in Franse handen blijven. Zo kwam er pas op 20 februari 1814 een einde aan het Beleg van Gorinchem en op 4 mei kwam er ook een einde aan de Franse aanwezigheid in Den Helder. Delfzijl gaf zich op 23 mei van dat jaar over.

## Nasleep
De Britse overheid, met name Lord Castlereagh, was in 1813 voorstander van een onafhankelijk Nederland en steunde de terugkeer van Willem I naar Nederland. Castlereagh maakte zich ook sterk voor een barrièrefunctie van de staat tegenover Frankrijk waarbij ook rekening werd gehouden met de aanhechting van de Oostenrijkse Nederlanden. De precieze grenzen van het nieuwe koninkrijk werden besproken op het Congres van Wenen en in afwachting daarvan maakte Willem I op 31 juli 1814 zijn intrede in Brussel.